# Чарлз и Рей Иймз
Съпрузите Чарлз и Рей Иймз (на английски: Eames [iːmz]) са американски дизайнери и архитекти. Нареждани са сред най-значимите дизайнери на ХХ век, със съществен принос към модерната архитектура и обзавеждане.

## Биографии
Чарлз Ормонд Иймз Младши (Charles Ormond Eames, Jr.) е роден на 17 юни 1907 година в Сейнт Луис, щата Мисури. Учи за кратко архитектура във Вашингтонския университет (Washington University) в Сейнт Луис, където среща първата си съпруга Катрин. Двамата сключват брак през 1929 г., година по-късно се ражда дъщеря им Лусия (Lucia).
Повлиян е от стила на Елиел Сааринен. С неговия син архитект Ееро Сааринен си партнира по-късно, техен съвместен проект печели конкурс в мебелен конкурс на Музея на модерното изкуство в Ню Йорк.
По покана на Сааринен Старши през 1938 г. Чарлз заедно със съпругата и дъщеря си се премества в Мичиган, за да довърши образованието си по архитектура в Кранбрукската художествена академия (Cranbrook Academy of Art), където по-късно става преподавател и оглавява департамента по промишлен дизайн.
Развежда се с Катрин през 1941 г. Работи основно с колежката си от академията Рей, за която се жени.
Рей-Бърнис Александра Кайзер Иймз (Bernice Alexandra "Ray" Kaiser Eames) е втората съпруга на Чарлз Иймз. След сватбата си се преместват в Лос Анджелис, щата Калифорния, където живеят и работят до края на живота си в семейното дизайнерско бюро в квартал Венис (Лос Анджелис), наречено The Eames Office.

## Творчество
Сред най-популярните модели на Чарлз и Рей Иймз, проектиран за компанията „Херман Милър“, е кресло за фоайе „Лаундж чеър“ (Lounge Chair). Въпреки че столът става емблематичен за Модернизма, в едно свое писмо Рей пише до съпруга си, че креслото изглежда „удобно и не-дизайнерски“. Моделът на креслото е изработен от детайли от формован шперплат, кожа и въртяща се основа от алуминий. Той е плод на години експерименти на дуото с формаването на шперплат, които започват през 1942 година, когато съпрузите създават нов вид формована шина за обездвижване. През Втората Световна Война, Чарлз и Рей Иймз използват технологията си за формоване на шперплат за изработката на носилки, опашка и фюзелаж на самолет.
Като продължение на увлечението на Чарлз по фотографията съпрузите създават 125 късометражни документални филма. Филмите често документират интересите и хобитата на съпрузите, като колекционирането на играчки и пътешествията им. Филмите също така запечатват креативният процес на дуото по правенето на изложби и създаването на дизайни на мебели. Някой от другите им филми касаят по-интелектуални въпроси.